# Aeroporto de Três Barras
O Aeroporto de Três Barras é um aeroporto brasileiro que serve ao município de Três Barras, no estado de Santa Catarina. Pista: 1370 metros, pavimentada e sinalizada.

## Coordenadas geográficas
Latitude: -26º 7' 58" S / Longitude: -50º 18' 35" W